# 三重信用金庫

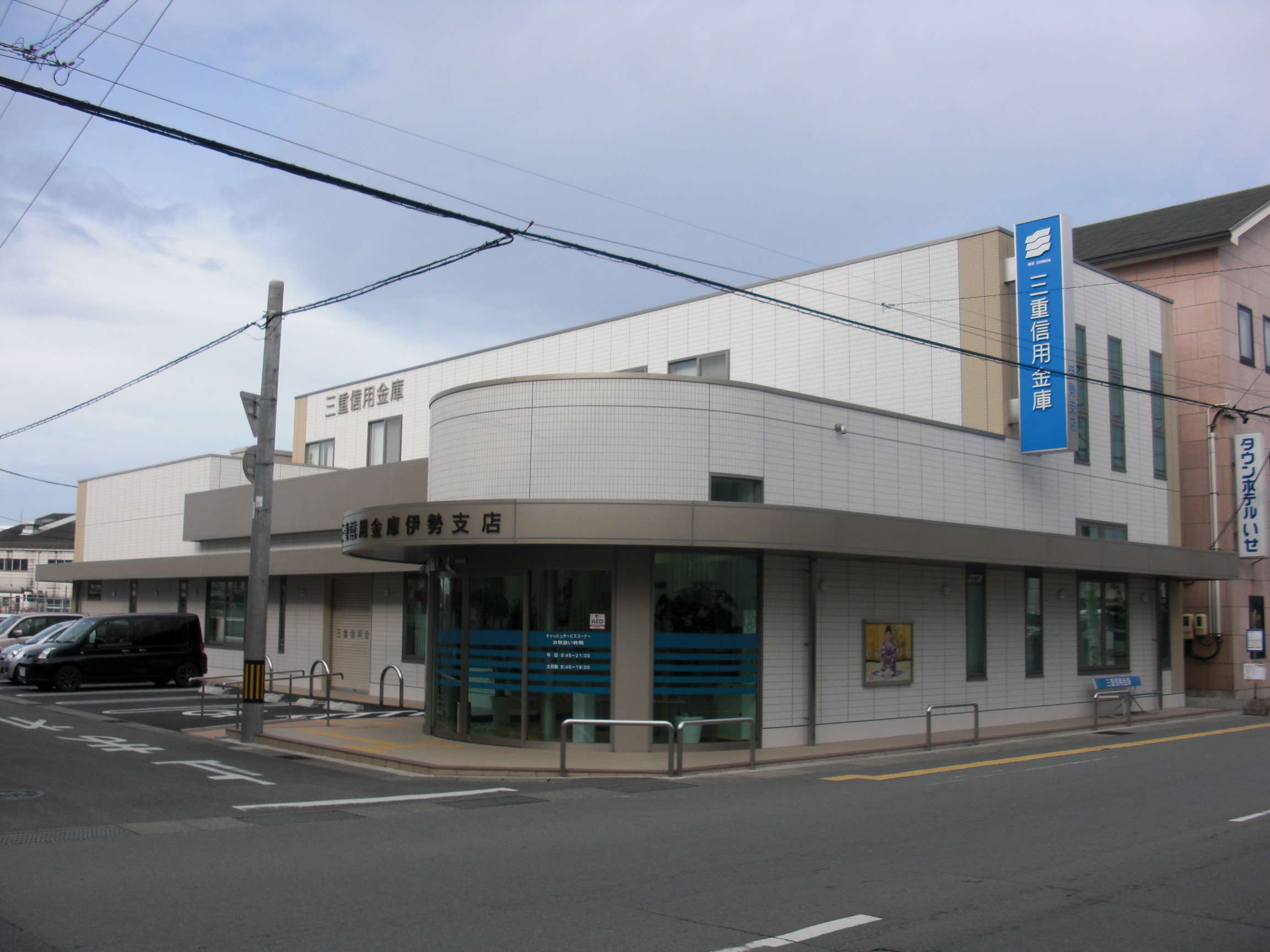
店舗の例（伊勢支店）

三重信用金庫（みえしんようきんこ）は、三重県松阪市に本店を置いていた信用金庫。三重県中部を中心に展開する。現在でも一部の人からは旧称の「まつしん」と呼ばれていた。2019年2月25日、県内最大手の信金である桑名信用金庫と対等合併し、桑名三重信用金庫となり、当信用金庫は解散。合併は手続上、桑名信金を存続金庫とし、合併後の新信金の理事長には桑名信金の中澤康哉理事長が就任。さらに三重信金の砂子仁志理事長が副理事長に就いた。また、桑名信金本店を新金庫の本店とするほか、役員人事に関しては両庫が設置する準備委員会で調整するとしている。

## 沿革
- 1924年（大正13年）8月26日 - 産業組合法による準市街地信用組合「有限責任松阪信用組合」を飯南郡松阪町魚町4の1761に設立する。
- 1924年（大正13年）10月10日 - 業務を開始する。
- 1932年（昭和7年）5月 - 本所を松阪市日野町585の2に移転する。
- 1943年（昭和18年）4月1日 - 市街地信用組合法による信用組合「松阪信用組合」に改組する。
- 1950年（昭和25年）4月1日 - 中小企業等協同組合法による信用組合に改組する。本所、支所の名称を本店、支店に変更する。
- 1951年（昭和26年）10月20日 - 信用金庫法による信用金庫「松阪信用金庫」に改組する。
- 1961年（昭和36年）10月2日 - 伊勢信用金庫と合併し「松阪伊勢信用金庫」に改称する。
- 1967年（昭和42年）8月 - 本店拡張改装工事が完成する。8月10日に改装記念式を挙行[4]。
- 1991年（平成3年）7月 - 本店を松阪市朝日町1区16番地の6に新築移転する。7月8日に完成式を挙行、7月29日から営業を開始する[5]。
- 1997年（平成9年）10月6日 - 「三重信用金庫」に改称する。
- 2019年（平成31年）2月25日 - 桑名信用金庫との合併により、「桑名三重信用金庫」発足。

## 店舗
- 三重県松阪市
  - 本店営業部、日野町支店、新町支店、平生町支店、川井町支店、南郊支店、徳和支店、飯南支店、みえしんローンプラザ

- 三重県津市
  - 津支店、丸の内支店、久居支店

- 三重県伊勢市
  - 伊勢支店、御薗支店、上口支店、藤里支店
- 三重県鳥羽市
  - 鳥羽支店

- 三重県多気郡
  - 相可支店、三瀬谷支店、明和支店